# Pave Pontian
Pave Pontian 1. var pave fra 21. juli 230 til 28. september 235. Man kender lidt mere til Pontians liv end til hans forgængeres.
Under hans pavedømme blev striden med modpave Hippolytus afsluttet. Pontian og andre kirkeledere, herunder Hippolytus, blev forvist til Sardinien af kejser Maximinus I Thrax, og Pontian abdicerede som konsekvens af denne straf 28. september 235 (eller 25. september). Det vides ikke, hvor længe han forblev i eksil, men ifølge Liber Pontificalis døde han på grund af den umenneskelige behandling i de sardiske miner. Han jordiske levninger blev hentet til Rom af Pave Fabian 1. og anbragt i Callistus' katakomber. Hans gravmonument blev genopdaget i 1909 i krypten i Sankt Cæcilia i Rom nær den pavelige krypt, og på det kan man læse "PONTIANOS, EPISK." ("Pontianus, biskop" – de første paver blev også betegnet biskop af Rom). Med en anden skrift er tilføjet inskriptionen "MARTUR" ("martyr").
Pontianus' navnedag var 19. november, men er ændret til 13. august, som deles med modpaven Hippolytus.
| Efterfulgte: Urban 1. | Pave 230-235 | Efterfulgtes af: Anterus 1. |